# Marmorofusus bishopi
Marmorofusus bishopi is een slakkensoort uit de familie van de Fasciolariidae. De wetenschappelijke naam van de soort werd in 2017 voor het eerst geldig gepubliceerd door E.J. Petuch en D.P. Berschauer.